# Діла (футбольний клуб)
«Ді́ла» (груз. დილა გორი) — грузинський футбольний клуб з міста Горі. Заснований 1949 року. Клуб бере участь у Лізі Еровнулі, першому рівні в ієрархії грузинської футбольної системи, і проводить свої домашні ігри на стадіоні «Тенгіз Бурджанадзе».

## Досягнення
- Ліга Умаглесі:  (1) 2014-15
- Володар кубка Грузії: 2011-12
- Володар Суперкубка Грузії: 2025

## Виступи в єврокубках
| Сезон   | Змагання         | Раунд | Клуб                | Вдома | На виїзді | Разом |
| ------- | ---------------- | ----- | ------------------- | ----- | --------- | ----- |
| 2004    | Кубок Інтертото  | 1Р    | Марек Дупниця       | 0–2   | 0–0       | 0–2   |
| 2012–13 | Ліга Європи      | 2К    | Орхус               | 3–1   | 2–1       | 5–2   |
| 2012–13 | Ліга Європи      | 3К    | Анортосіс           | 0–1   | 3–0       | 3–1   |
| 2012–13 | Ліга Європи      | ПО    | Марітіму            | 0–2   | 0–1       | 0–3   |
| 2013–14 | Ліга Європи      | 2К    | Ольборг             | 3–0   | 0–0       | 3–0   |
| 2013–14 | Ліга Європи      | 3К    | Хайдук Спліт        | 1–0   | 1–0       | 2–0   |
| 2013–14 | Ліга Європи      | ПО    | Рапід Відень        | 0–3   | 0–1       | 0–4   |
| 2015–16 | Ліга чемпіонів   | 2К    | Партизан            | 0–2   | 0–1       | 0–3   |
| 2016–17 | Ліга Європи      | 1К    | Ширак               | 1–0   | 0–1       | 1–1   |
| 2021–22 | Ліга конференцій | 1К    | Жиліна              | 2–1   | 1–5       | 3–6   |
| 2022–23 | Ліга конференцій | 1К    | КуПС                | 0–0   | 0–2       | 0–2   |
| 2023–24 | Ліга конференцій | 1К    | ДАК 1904            | 2–0   | 1–2       | 3–2   |
| 2023–24 | Ліга конференцій | 2К    | Ворскла             | 3–1   | 1–2       | 4–3   |
| 2023–24 | Ліга конференцій | 3К    | АПОЕЛ               | 0–2   | 0–1       | 0–3   |
| 2025–26 | Ліга конференцій | 1К    | Расінг (Люксембург) | 1−0   | 2–1       | 3–1   |
| 2025–26 | Ліга конференцій | 2К    | Рига                | 3–3   | 1–2       | 4–5   |

Примітки
- 1Р: Перший раунд
- 1К: Перший кваліфікаційний раунд
- 2К: Другий кваліфікаційний раунд
- 3К: Третій кваліфікаційний раунд
- ПО: Раунд плей-оф

1. ↑  Ширак виграв 4–1 в серії пенальті.